# The Rough Guide to the Music of Zimbabwe
Albums de divers artistes
(voir la liste des titres)
The Rough Guide to the Music of the Andes (en)
(1996) The Rough Guide to the Music of North Africa (en)
(1997)
The Rough Guide to the Music of Zimbabwe est une compilation de musique du Zimbabwe, à la fois traditionnelle et moderne, sortie en novembre 1996 sur le label World Music Network (en), spécialisé dans les musiques du monde.

## Présentation
Cet album est répertorié dans la série Rough Guides (en) du label. Il est compilé par Phil Stanton, cofondateur de World Music Network et publié en accompagnement du guide de voyage,. 

## Réception
Raymond McKinney de AllMusic note l'album avec quatre étoiles et demie, le qualifiant d'« excellente introduction ».
Michaelangelo Matos, écrivant pour le Chicago Reader, le qualifie de répétitif mais agréable, décrivant les morceaux comme des « trucs sympas » qui « ne convertiront personne ».

## Liste des titres
| 1.    | Buka Tiende                | Thomas Mapfumo & the Blacks Unlimited    | 5:04  |
| 2.    | Pombi                      | Bhundu Boys                              | 5:11  |
| 3.    | Vimbayi                    | Four Brothers                            | 8:07  |
| 4.    | Chigamba                   | Stella Chiweshe                          | 7:58  |
| 5.    | Dai Ndiine Mukoma          | Oliver Mtukudzi & The Black Spirits      | 6:47  |
| 6.    | Kana Vatsvene Vopinda      | Mechanic Manyeruke and the Puritans (en) | 3:47  |
| 7.    | Ingoma Yakwethu            | Black Umfolosi                           | 5:07  |
| 8.    | Punza                      | Biggie Tembo                             | 5:36  |
| 9.    | Taireva                    | The Mbira Masters Of Zimbabwe            | 7:46  |
| 10.   | Tornados vs. Dynamos (3-3) | Real Sounds                              | 13:24 |
| 68:50 |                            |                                          |       |